# Саникидзе, Губаз
Губаз Саникидзе (груз. გუბაზ სანიკიძე) род. 2 февраля 1967, Кутаиси) ― грузинский учёный-востоковед, арабист, политик, депутат парламента Грузии нескольких созывов.

## Биография
Губаз Саникидзе родился 2 февраля 1967 года в городе Кутаиси, Грузинская ССР, СССР.
В 1989 году окончил факультет востоковедения Тбилисского государственного университета имени Иване Джавахишвили. С 1987 по 1988 год проходил стажировку в Университете Дамаска (Сирия). После окончания университета остался работать в ТГУ на кафедре истории Азии и Африки, также преподавал на кафедре истории Древнего мира.
Свободно владеет русским и арабским языками.

## Политическая карьера
Губаз Саникидзе является членом Союза традиционалистов Грузии с 1990 года, а с 1995 года является заместителем председателя этой же партии. 
В 1990-1991 годах был избран депутатом Верховного Совета Республики Грузия первого созыва от Амбролаурского избирательного округа. Поддержал Акт о восстановлении государственной независимости Грузии 9 апреля 1991 года. 
С 1999 по 2004 года был избран депутатом грузинского парламента по партийному списку избирательного блока «Возрождение Грузии», в парламенте стал заместителем председателя фракции «Традиционалист», затем председатель фракции. 
В 2006 году Губаз Саникидзе стал основателем партии «Национальный форум Грузии» и был избран председателем тбилисского отделения этой организации. Был выбран в члены политсовета партии. 
С 7 по 20 июня 2008 года был депутатом парламента Грузии 7-го созыва по партийному списку избирательного блока «Объединенная оппозиция (Национальный совет, правые)». В 2012 - 2016 годах  избран депутатом парламента Грузии от избирательного блока «Бидзина Иванишвили―Грузинская мечта». 
В 2016 году покинул «Национальный форум Грузии» и присоединился к «Демократическому движению―Единая Грузия».
В 2020 году стал депутатом парламента Грузии 10 созыва по партийному списку избирательного блока «Единое национальное движение―Объединенная оппозиция».